# Прибутковий будинок Г. Ф. Рафаловича
Прибутковий будинок Г. Ф. Рафаловича (також відомий як Будинок-стіна) — житловий будинок в Одесі, розташований за адресою Воронцовський провулок, 4 (Приморський район).

## Історія
Ділянки між Воронцовським провулком і Військовим узвозом були сформовані у І-й половині ХІХ ст. Завдяки ландшафту всі ділянки отрималі складні форми подібні трапеції, паралелограму та ін. Також скрізь середню частину ділянок проходить високий схил Військової балки. Місце було не дуже привабливим завдяки тому, що верхня частина виходила у вузький Воронцовський провулок, куди виходили флігелі палаців Приморського бульвару. Нижня частина ділянок знаходилась у Військовій балці, яка була частиною портового району і важливою транспортною артерією для вантажного руху з міста до порту.
Тривалий час на ділянках не існувало значних споруд. У 1890 році Рафалович, власник ділянки з адресою Воронцовський пров., 4 і Військовий узв., 2 подав прохання на спорудження триповерхового будинку. Нагляд за будівництвом здійснював архітектор Дмитро Васильович Тележинський. Будинок було споруджено на плато, з боку Воронцовського провулку. Власником ділянки наприкінці 1898 року був Георгій Федорович Рафалович, площа ділянки складала 746 кв. саж. На початку 1904 року Г. Ф. Рафалович мешкав у даному будинку і працював консулом Данії і віце-консулом Бразилії, обидва консульства у той час були розташовані на Дерибасівській вул., 10. Також Г. Ф. Рафалович був членом правління Бесарабсько-таврійського земельного банку (вул. Пастера, 25).
На початку 1904 року окрім власника ділянки за адресою по Воронцовському провулку, 4 проживали товариш старшини Одеської купецької управи та товариш Одеського облікового банку (у той час — Дерибасівська, 8) А. Н. Рогозін, корабельний інженер управління начальника торгового порту С. Ф. Карнєєв, голова правління Бесарабсько-таврійського земельного банку А. Ф. Рафалович.
У межах 1905—1907 років Г. Ф. Рафалович продав ділянку Єлизаветі Кусса, а сам він переїхав у будинок Бессарабсько-таврійського земельного банку, у 1909 році він проживав на Дерибасівській вул., 10, у 1911 році мешкав у будинку Фон-Дєш на вул. Присутній, 5, а у 1913 році на вул. Присутній, 7. Весь цей час він продовжував рахуватися консулом Данії.
У межах 1908—1909 років ділянку Є. Кусса придбав Жак Абрамович Наум де і оселився. Спільно з Оленою Шаміє він був власником миловарного заводу на Московській вул., 56 (нині вул. Чорноморського Козацтва, номер зазначеного дома може не збігатися з сучасним). У 1910 році на його замовлення було споруджено триповерховий прибутковий будинок у Військовій балці, він же був власником ділянки наприкінці 1913 року.
За радянських часів квартири будинку були перетворені у комунальні.

## Архітектура
Будинок складається з фасадної споруди і двох крил, які влаштовані уздовж торців ділянки. Будинок триповерховий, має значні розміри, однак мала ширина провулку обмежує кути огляду будинку, лише на малу частину фасаду відкривається краща перспектива на у перетину Воронцовського провулку та Приморського бульвару — провулок повертає до бульвару перед ділянкою Рафаловича.
Фасад будинку прикрашений у характерному для часу стилі історизму, скульптурні елементами є дрібними, композиція фасаду не є виразною. Над вікнами над аркою фасаду у розірваному фронтоні знаходилась скульптурна композиція, яка не збереглася до наших часів. Під час реставрації у 2013 році на даному місті було влаштовано маскарон лева. У лівому брандмауері влаштована світлова ніша до якої виходять вікна деяких приміщень.
Будинок був прибутковим, у головному крилі було розташовано шість квартир. Споруда має один урочисто оздоблений парадний під'їзд у головному крилі і більш прості сходові клітки бічних крил.
Парадний під'їзд має вишукане оздоблення, на його стіни нанесена венеційська штукатурка, підлоги майданчиків виконані з великих мармурових плит.
У задній частині подвір'я було споруджено двоповерховий флігель надбудований у наш час третім поверхом.

## Туристична привабливість
З розвитком туризму у ІІ половині ХХ ст. по Воронцовському провулку пролягав один туристичних маршрутів у ході якого звертали увагу відвідувачів на оптичний ефект: якщо дивитися на фасад будинку з лівого боку під певним кутом, то виникає враження, що це нібито тільки стіна, а не будинок, бо не видно бічної стіни. Даний ефект зобов'язаний своєму виникненню формою ділянки, великою висотою будинку і низькою висотою суміжної споруди, та збільшуючому ефект оздобленню кута між фасадом і лівим брандмауером. Дане архітектурне рішення не є унікальним і відомість будинку у даному контексті забезпечується туристичною пропагандою.
Екскурсоводи, а за ними і преса часто згадують будинок Г. Ф. Рафаловича під назвами будинок-стіна, відьмин будинок, плоский будинок, картковий будинок.
З травня 2012 року впритул до сусіднього фасаду визначної пам'ятки розпочалося спорудження двоповерхового будинку, що загрожувало значно знизити туристичний ефект, також у будинку утворилися тріщини. З огляду на це довкола будівництва розгорівся скандал, що викликав протести як громадськості, так і низки відомих діячів. Після розголосу події у засобах масової інформації, мітингів поруч із забудовою, втручання політиків будівництво було припинено. Утім, сам забудовник мав усі необхідні дозвільні документи для спорудження об'єкта. Крім того, згідно з планом він мав відреставрувати фасад архітектурної пам'ятки. Попри призупинення будівництва, ремонт фасаду все одне було здійснено.
У зв'язку зі скандалом Міністерство культури України внесло цей архітектурний об'єкт до Держреєстру пам'яток культурної спадщини. У 2013 році будинок Рафаловича визнали пам'яткою архітектури України місцевого значення (охоронний номер 962-Од).

## Цікаві факти
У Одесі існує певна кількість ділянок, які мають подібні умови для спостерігання ефекту: Віри Інбер, 12, Степовій, 21 та інші, однак без спеціальної обробки грані стін. Утім вони знаходиться далеко від організованих екскурсійних маршрутів і масово не відвідуються.

## Галерея

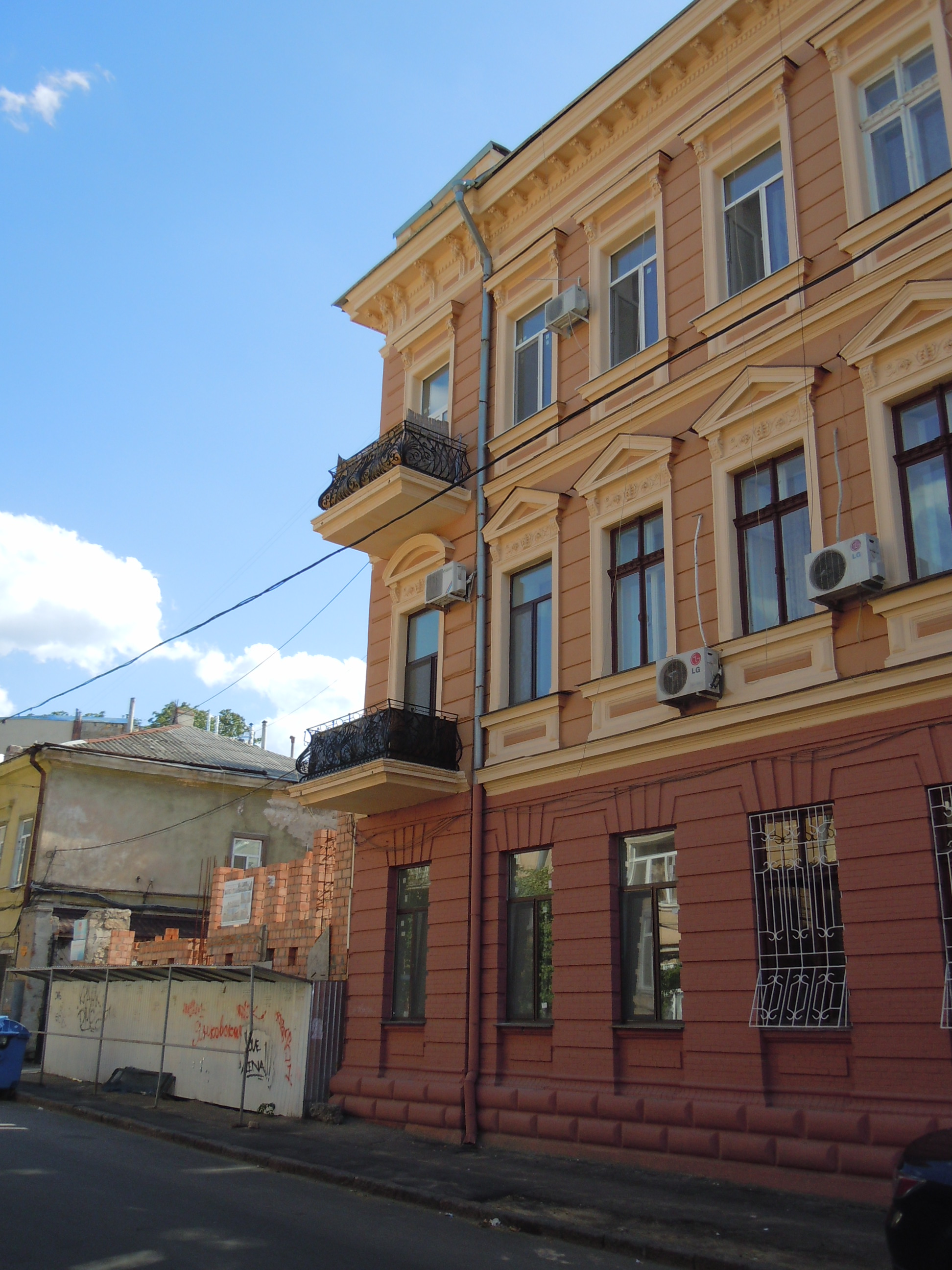
Вигляд на будинок з правого боку
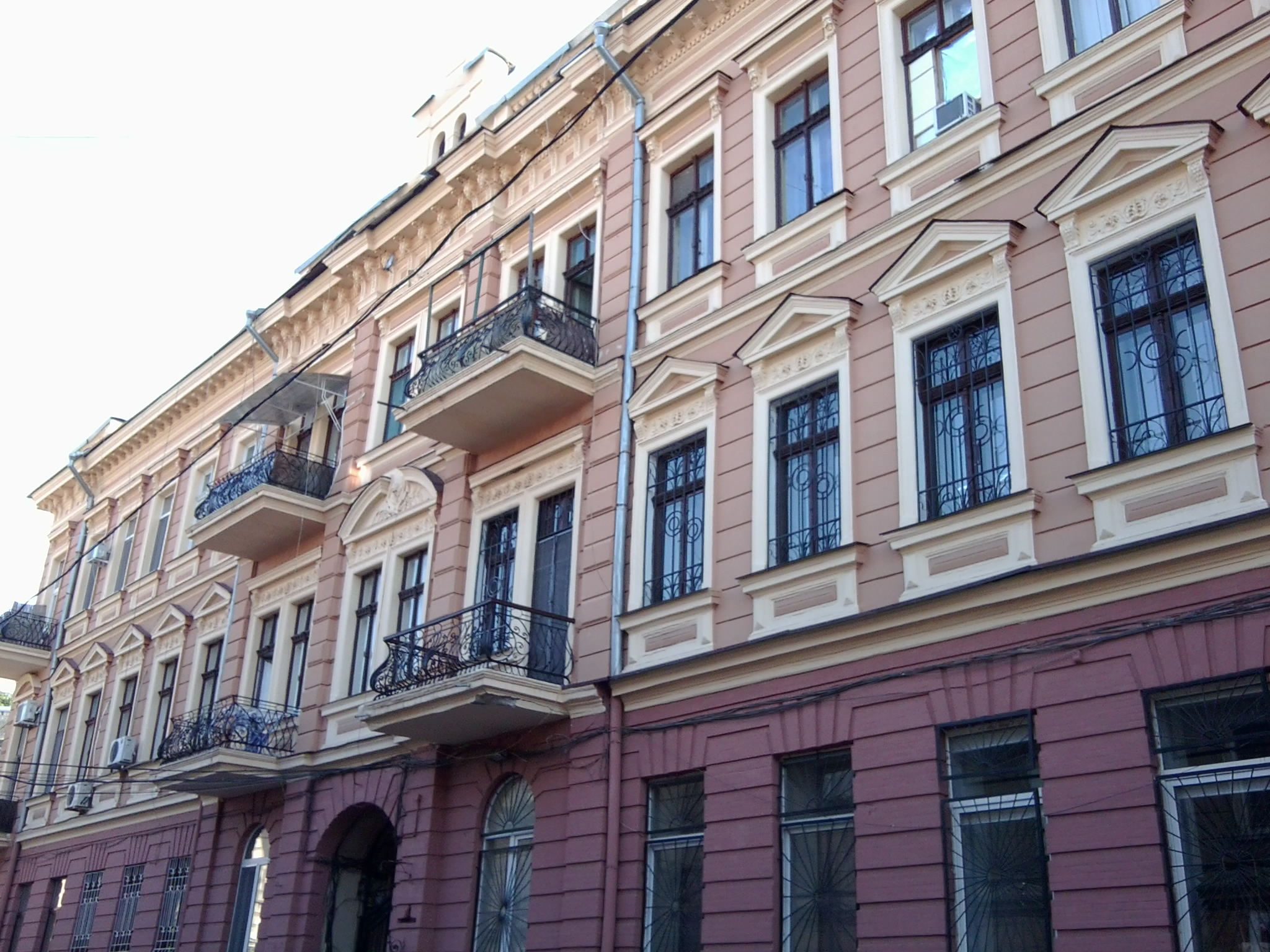
Знімок відреставрованого фасаду
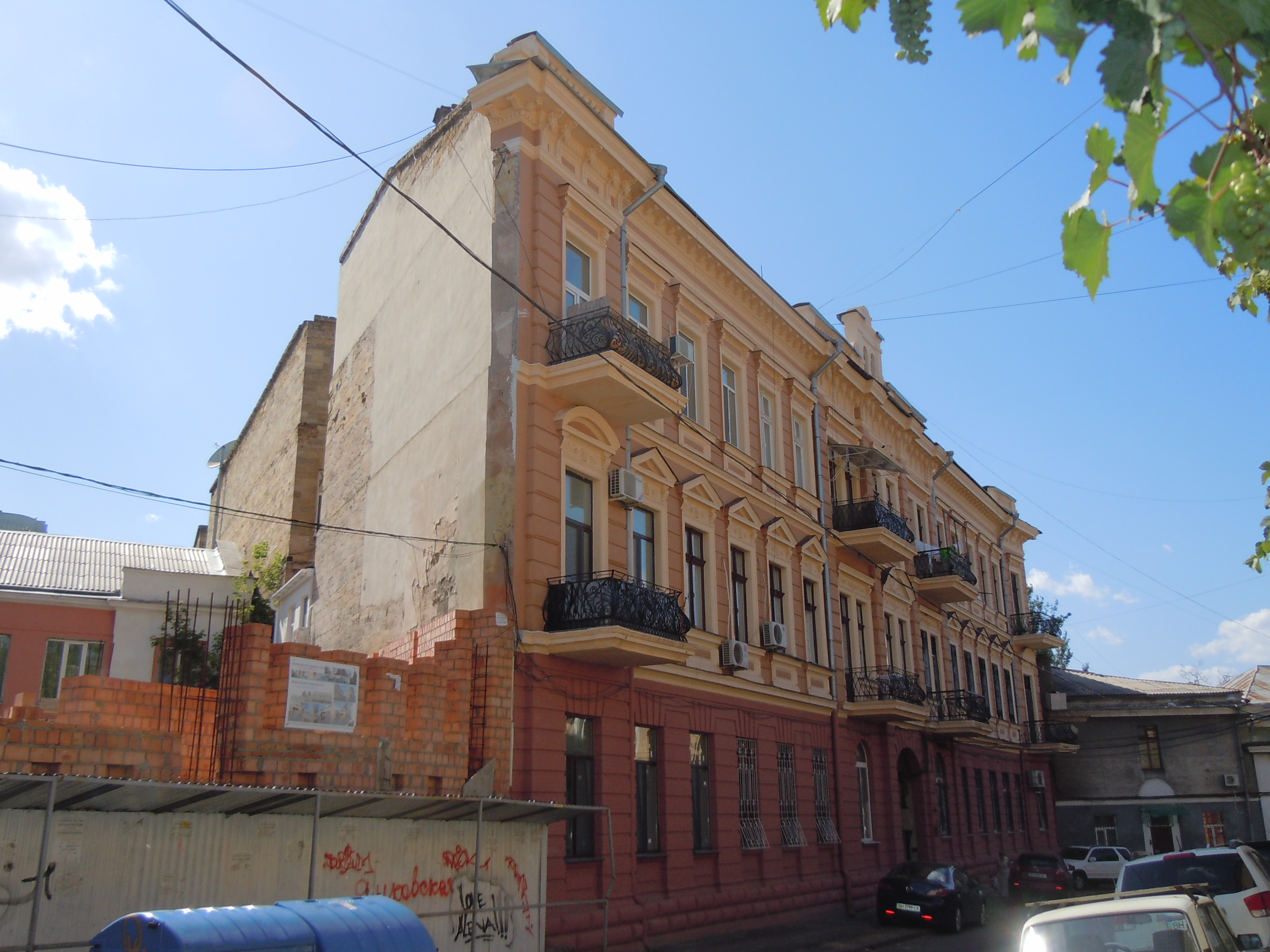
Перший поверх незавершеного будинку, що впритул примикає до сусіднього фасаду